# Juanfer Andrés
Juan Fernando Andrés, plus connu sous le nom de Juanfer Andrés (Socuéllamos, Ciudad Real, 1975) est un scénariste, monteur et réalisateur espagnol. Depuis 1999, il enseigne également la réalisation de films à l'Instituto del Cine de Madrid.

## Biographie
En 2011, il a tourné avec Esteban Roel le court métrage 036 écrit par Andrea Gómez et interprété par Carolina Bang et Tomás del Estal. Il s'agit d'un western parodique sur les difficultés d'un travailleur indépendant face à la bureaucratie en Espagne.
En 2012, à l'occasion du 10e anniversaire du groupe Canteca de Macao, il a été chargé de la production de 10 vidéos musicales commémoratives sur les chansons du groupe.
En 2014, toujours avec Esteban Roel, il écrit et réalise son premier long métrage Musarañas, produit par Pokeepsie Films, une société détenue par Álex de la Iglesia et Carolina Bang, avec Macarena Gómez, Hugo Silva, Nadia de Santiago et Luis Tosar. Le film a reçu trois nominations aux Prix Goya 2014, dont celles de la meilleure actrice, de la meilleure coiffure/maquillage et du meilleur nouveau réalisateur.

## Prix et nominations
29e cérémonie des Goyas
| Catégorie                    | Film      | Résultat |
| ---------------------------- | --------- | -------- |
| Meilleur nouveau réalisateur | Musarañas | Nommé    |

70e édition des médailles du Cercle des scénaristes de cinéma
| Catégorie                          | Film      | Résultat |
| ---------------------------------- | --------- | -------- |
| Meilleure révélation (réalisateur) | Musarañas | Lauréat  |